# 트리차사우루스
트리차사우루스(Trichasaurus)는 단궁강 카세아과에 속하는 단궁류이다. 지금은 멸종된 종으로서 전체적인 몸길이가 4~6m인 거대한 도마뱀에 속한다.

## 특징
트리차사우루스는 단궁류에 한 속인 카세아과의 도마뱀에 속한다. 트리차사우루스는 앞다리가 매우 길게 발달되어 있으며 온도를 조절하는 돛을 가지고 있다. 또한 뒷다리는 앞다리에 비하면 짧지만 강력한 뼈와 근육이 자리잡고 있었다. 양턱엔 총 10~15개의 뭉특한 모양을 가진 이빨을 가지고 있으며 이는 초식성의 먹이를 섭취하는 데에 유용하게 쓰였을 것으로 보인다. 먹이로는 당대에 번성했던 식물의 잎을 주로 먹고 살았던 초식성의 도마뱀으로 추정되는 종이다.

## 생존시기와 서식지와 화석의 발견
트리차사우루스가 생존했었던 시기는 고생대의 페름기로서 지금으로부터 2억 9000만년전~2억 4500만년전에 생존했었던 종이다. 생존했었던 시기에는 북아메리카를 중심으로 하여 당시에 존재했었던 초원, 산림 등에서 주로 서식했었던 도마뱀이다. 화석의 발견은 1913년에 북아메리카의 페름기에 형성된 지층에서 미국의 고생물학자들에 의하여 처음으로 화석이 발견되어 새롭게 명명된 종이다.

## 같이 보기
- 파충류
- 고생대
- 페름기
- 도마뱀
- 단궁류
- 파충류
- 화석